# Moenchia erecta
Moenchia erecta é uma espécie de planta com flor pertencente à família Caryophyllaceae. 
A autoridade científica da espécie é (L.) G. Gaertn., B. Mey. & Scherb., tendo sido publicada em Oekonomisch-Technische Flora der Wetterau 1: 219. 1799.

## Portugal
Trata-se de uma espécie presente no território português, nomeadamente os seguintes táxones infraespecíficos:
- Moenchia erecta subsp. erecta - presente em Portugal Continental. Em termos de naturalidade é nativa da região atrás referida. Não se encontra protegida por legislação portuguesa ou da Comunidade Europeia.
- Moenchia erecta subsp. octandra - presente em Portugal Continental. Em termos de naturalidade é nativa da região atrás referida. Não se encontra protegida por legislação portuguesa ou da Comunidade Europeia.